# Val d’Arno di Sopra
Val d’Arno di Sopra DOC oder Valdarno di Sopra DOC sind italienische Weiß-, Rosé- und Rotweine sowie Schaumweine aus der Provinz Arezzo (Region Toskana). Die Weine besitzen seit dem Jahr 2011 eine „kontrollierte Herkunftsbezeichnung“ (Denominazione di origine controllata – DOC), die zuletzt am 7. März 2014 aktualisiert wurde.

## Anbau
Anbau und Vinifikation dieser Weine sind nur in den Gemeinden Cavriglia, Montevarchi, Bucine, Pergine Valdarno, Civitella in Val di Chiana, Castelfranco Piandiscò, Terranuova Bracciolini, Loro Ciuffenna, San Giovanni Valdarno, in der Provinz Arezzo (Region Toskana) gestattet.
Es existieren zwei Unterzonen („sottozone“): Pietraviva und Pratomagno:
- Die Subzone Pietraviva befindet sich in den Gemeinden: Cavriglia, Montevarchi, Bucine, San Giovanni Valdarno, Pergine Valdarno und Civitella in Val di Chiana.
- Die Subzone Pratomagno befindet sich in den Gemeinden: Castelfranco Piandiscò, Terranuova Bracciolini, Loro Ciuffenna, Castiglion Fibocchi und Laterina.[1]

## Erzeugung
Für die verschiedenen Weintypen schreibt die Denomination folgende Rebsorten vor:
- Val d’Arno di Sopra Bianco und Val d’Arno di Sopra Bianco Spumante: 40–80 % Chardonnay, 0–30 % Malvasia Bianca Lunga und 0–20 % Trebbiano Toscano. Höchstens 30 % andere weiße Rebsorten, die für den Anbau in der Region Toskana zugelassen sind, dürfen zugesetzt werden.
- Val d’Arno di Sopra Rosso, Val d’Arno di Sopra Rosato und Val d’Arno di Sopra Rosato Spumante: 40–80 % Merlot, 0–35 % Cabernet Sauvignon und 0–35 % Syrah. Höchstens 30 % andere rote Rebsorten, die für den Anbau in der Region Toskana zugelassen sind, dürfen zugesetzt werden.
- Val d’Arno di Sopra Sangiovese: Mindestens 85 % Sangiovese. Höchstens 15 % andere rote Rebsorten, die für den Anbau in der Region Toskana zugelassen sind, dürfen zugesetzt werden – außer Aleatico.
- Val d’Arno di Sopra Passito: 40–80 % Malvasia Bianca Lunga und 0–30 % Chardonnay. Höchstens 30 % andere weiße Rebsorten, die für den Anbau in der Region Toskana zugelassen sind, dürfen zugesetzt werden.
- Bei folgenden Weinen müssen mindestens 85 % der genannten Rebsorte enthalten sein. Höchstens 15 % andere analoge Rebsorten, die für den Anbau in der Region Toskana zugelassen sind, dürfen zugesetzt werden.
  - Val d’Arno di Sopra Chardonnay
  - Val d’Arno di Sopra Sauvignon
  - Val d’Arno di Sopra Cabernet Sauvignon
  - Val d’Arno di Sopra Cabernet Franc
  - Val d’Arno di Sopra Merlot
  - Val d’Arno di Sopra Sangiovese
  - Val d’Arno di Sopra Syrah

Der Val d’Arno di Sopra Rosso darf das Prädikat „Riserva“ tragen, wenn er mindestens 24 Monate gereift ist und mindestens sechs Monate davon im Holzfass.